# Carlos Taibo
Carlos Taibo Arias (1956-) est un écrivain, orateur et politologue, professeur retraité de sciences politiques a l’université autonome de Madrid.
Il est l’auteur d’une trentaine d’ouvrages sur l’anarchisme, les Indignados, la décroissance, la globalisation financière, les tensions géostratégiques,,

## Biographie
En 2018, il publie une traduction française de Repensar la anarquia (2013), déjà diffusé dans une dizaine pays. Il retrace les grandes lignes de l’anarchisme en relation avec l'émergence des nouveaux mouvements sociaux des années 2000 (Occupy Wall Street, Mouvement des Indignés, Nuit debout, etc.) leurs valeurs et leurs pratiques. Pour l'auteur, l’action directe, l’autonomie ou l’autogestion s'inscrivent dans la longue histoire du mouvement libertaire.

## Publications
Sélection
- Voir sur sudoc.abes.fr, data.bnf.fr, worldcat.org.

### Publications en français
- Action directe, autonomie, autogestion : au-delà des luttes, l’anarchisme, Éditions CNT-RP, 2018, 176 pages,  (ISBN 978-2-9157-3145-3), présentation éditeur.
- Anarchismes d’outre-mer : Anarchisme, indigénisme, décolonisation, Éditions du Monde libertaire, 2019,  (ISBN 9782915514971), présentation éditeur.